# Carsten Hensel

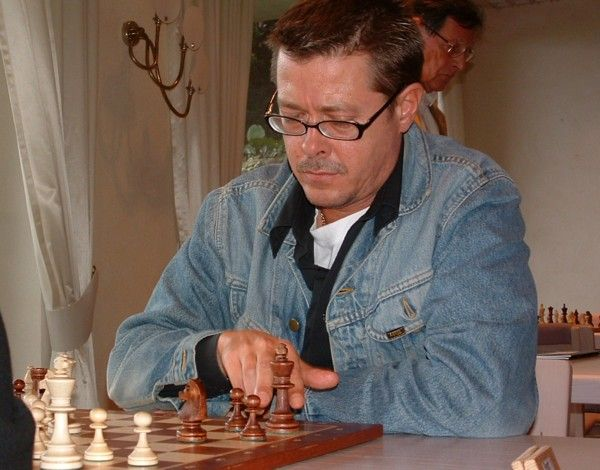
Carsten Hensel (2017)

Carsten Hensel (* 2. Juni 1958 in Dortmund) ist ein deutscher Sportmanager.

## Leben und Karriere
Der gelernte Diplom-Verwaltungswirt ist verheiratet, hat zwei Kinder und wohnt in Dortmund-Huckarde. Ab 1984 war er als freier Journalist im Sportbereich tätig, später als Pressesprecher, Veranstaltungsorganisator und Sportmanager. International machte sich Carsten Hensel erstmals einen Namen im Organisationskomitee der 40. Tischtennis-Weltmeisterschaften, die 1989 in Dortmund (Westfalenhallen) mit großem Erfolg stattfanden. Von 1990 bis 2001 arbeitete Hensel als Pressesprecher für die Stadt Dortmund. Sein Aufgabengebiet waren die Bereiche Gesundheit, Jugend, Schule, Sport (-Veranstaltungen) und Soziales.

## Schach
Seit 1991 ist Carsten Hensel für die Dortmunder Schachtage tätig. Dort lernte er die Schach-Großmeister Wladimir Kramnik (Russland) und Péter Lékó (Ungarn) kennen.
Von 1998 bis 2009 war er Manager von Großmeister Peter Leko. Der gewann 2002 das Kandidatenturnier und damit das Recht, Wladimir Kramnik herauszufordern. Schon zuvor, mit Beginn des Jahres 2002, arbeitete Hensel als Manager für Wladimir Kramnik, den er ebenfalls bis 2009 professionell betreute. Er realisierte 2004 den WM-Kampf zwischen Kramnik und Leko in Brissago TI (Schweiz). Kramnik verteidigte seinen Titel.
Das WM-Match zwischen Kramnik und Leko war ein wichtiger Schritt zur Wiedervereinigung der Schachwelt, die seit 1993 entzweit war. Damals hatte es nach einem Streit mit Kramniks Vorgänger Garri Kasparow zwei rivalisierende Weltmeistertitel gegeben: den Weltschachbund FIDE und den Professional Chess Association. Carsten Hensel managte 2006 Weltmeister Kramnik, der den FIDE-Champion Wesselin Topalow im russischen Elista mit 8,5:7,5 besiegte und damit die Wiedervereinigung vollzog.
2005 war Carsten Hensel Mitbegründer der Agentur Universal Event Promotion, die im Jahr 2008 (nach 74 Jahren) die Schach-Weltmeisterschaft wieder nach Deutschland (Bonn) holte.